# Gothic
Gothic je singleplayerová počítačová hra z žánru RPG, kterou vydala německá společnost Piranha Bytes. 15. března 2001 byla vydána v Německu, Rakousku a Švýcarsku, 23. listopadu 2001 v Severní Americe a polského vydání se dočkala 28. března 2002. V herní sérii Gothic celkově vyšly čtyři samostatné díly a dva datadisky.
Hra dostala příznivě kladné hodnocení od kritiků (průměrně 80 %); 81/100 na Game Rankings a Metacritic. Kritici hru chválili za příběh, interakci s živoucím herním prostředím a grafiku. Kritiky se ale hra dočkala kvůli obtížnému ovládání a vysoké systémové požadavky.

## Hratelnost
Hráč hraje pouze za jednu postavu z pohledu z třetí osoby, plní úkoly a získává zkušenosti, za které si může zlepšovat své dovednosti, jako je například síla, obratnost či mana. 
Hra je unikátní tím, že není přesně dán hlavní cíl hry. K tomu se musí hráč pomocí vedlejších úkolů a nahodilých rozhovorů s postavami dovtípit částečně sám. Vedlejších úkolů lze ve hře nalézt opravdu mnoho, díky čemuž si může hráč herní dobu značně prodloužit a prohloubit tak vlastní dojem ze hry.

## Engine
Studio Piranha Bytes pracovalo na vývoji technologii ke hře Gothic více než čtyři roky. Engine, který hra používá, si firma vytvořila sama bez pomoci ostatních společností a jeho modifikovaná verze byla použita v následujícím díle Gothic II. Pouze Gothic a Gothic II jako jediné díly této série používají ZenGin.

## Vydání a distribuce
Poprvé by Gothic byl vydán 15. března 2001 v Německu, Rakousku a Švýcarsku, přičemž tuto verzi vydala firma Egmont Interactive. Vydání v Severní Americe zajišťovala firma Xicat Interactive, Inc., která hru zpřístupnila 23. listopadu 2001, tj. po šesti měsících od prvního vydání. V únoru 2006 bylo oznámeno mezinárodní opětovné vydání této hry jako příprava na Gothic 3. V kurzu tohoto obnovení se objevila anglická demoverze, která obsahuje část první kapitoly, a je dostupná na oficiálních stránkách. V Německu a některých dalších zemích je toto vydání dostupné ve sběratelské edici spolu s Gothic II, Gothic II: The Night of The Raven a Gothic – Fan Edition. Tyto edice navíc obsahující oficiální mapu kolonie a ještě řadu dalších bonusů.

## Prostředí
Příběh je zasazen v království Myrtana na ostrově Khorinis v údolí trestanecké kolonie, kterou obklopuje neproniknutelná magická bariéra. Toto údolí se nazývá Hornické údolí a původním záměrem bylo, že trestanci z celého Království sem měli být zavezeni, aby zde těžili magickou rudu. Magická ruda je kov, který je oproti železu nebo oceli mnohem tvrdší, ostřejší a navíc magická složka obsažená v tomto kovu činí kohokoli, kdo dřímá zbraň vyrobenou z této rudy, mnohonásobně silnějším. Nyní v Údolí žijí pouze trestanci a seskupili se do tří táborů na opačných stranách údolí. Rudu těží dva Tábory; Starý tábor a Nový tábor, přičemž pouze Starý tábor rudu směňuje s Králem, který jim za to poskytuje zásoby a suroviny, které si nejsou schopni opatřit sami. Nový tábor se svojí rudou s nikým neobchoduje a ponechává si ji pro své vlastní plány.

### Starý tábor
Starý tábor se nachází přímo ve středu Hornického údolí v podhůří podél zdejší říčky. Původně byl jediným místem stálého osídlení v Hornickém údolí. Dříve Starý tábor tvořil pouze původní starý hrad, avšak s příchodem stále více a více nových trestanců se okolo hradu začala rozrůstat nová obydlí, která nakonec vytvořila jakési malé město pod stínem hradeb. Ve středu starého hradu je velké nádvoří se šibenicí v jeho středu, dále se zde stojí okolní kamenné budovy, ve kterých se nacházejí kasárny, skladiště zbraní a surovin, knihovna, která je taktéž střediskem mágů ohně a magie obecně. Vnější okruh Starého tábora tvoří seskupení chatrčí kopáčů, obchodníků a tzv. stínů, kteří zajišťují chod dolování magické rudy a jsou nadřazení kopáčům. Tato celá aglomerace je ještě navíc obehnána vysokou dřevěnou palisádou, ze které vedou pouze dvě hlídané brány. V tomto podhradí se nachází tržnice, bojová aréna, kde se každý týden pořádají souboje bojovníků z různých Táborů, dřevěné podium pod hradní branou, provizorní kovárna a spletitá síť chatrčí, ve kterých žijí kopáči.
Táboru vládnou Rudobaroni vedení Gomezem, což jsou ve skutečnosti dřívější trestanci, kteří poté, co se nečekaně rozšířila neproniknutelná bariéra, povraždili stráže a převzali vládu nad hradem a Starým dolem. Toto uskupení jako jediné ještě směňuje vytěženou magickou rudu s Králem výměnou za zásoby a suroviny, avšak jejich konvoje se získaným zbožím často přepadávají bandité z Nového tábora. Rudobaroni nastolili krutou vládu, ve které neúnosně vykořisťují kopáče, kteří nemají žádnou šanci vzepřít se jejich moci, avšak mohou z tohoto Tábora utéct do jiných Táborů. Dále ve Starém táboře žijí stráže, kteří střeží hrad, vnější okruh a Starý důl ale zejména Rudobarony. Další frakcí jsou Stínové, kteří dávají pozor na kopáče a volně udržují pořádek ve vnějším okruhu. Dále se zde nachází mágové ohně, kteří zde zůstali kvůli incidentu s magickou bariérou společně s mágy ohně a trestanci uvězněni. Mágové žijí ve starém hradě a jejich útočištěm je zdejší knihovna, ve které rozšiřují svá umění a dokonce se rozhodli učit vybrané a zasloužilé trestance magii. Mágové ohně jsou pro Rudobarony důležití zejména proto, že zprostředkovávají obchodní styky s Králem, neboť pokud by nebyli v bariéře uvězněni i mágové, tak by Král s největší pravděpodobností nesvolil k podřadnému obchodování se zloději, vrahy a zrádci.

### Nový tábor
Nový tábor se nachází v horách v SZ oblasti Hornického údolí. Tábor je z větší části tvořen přirozenou hradbou skalních hřebenů, takže nepotřebují tak rozsáhlou obranu, jaká se nachází například ve Starém táboře nebo v Bažinném táboře. Spíše než o jeden obydlený celek se jedná o rozsáhlý ohraničený komplex, ve kterém se nachází otevřená jeskyně s chatrčemi a obří haldou magické rudy, horním jeskyní, ve které žijí mágové vody, vodní přehradou a rýžovým polem. Nedaleko od jeskyně vede stezka mířící hlouběji do hor, kde se nachází druhý důl s magickou rudou; Svobodný důl. Kromě pěstování rýže, obchodování s ostatními Tábory a přepadáváním konvojů ze Starého tábora nemá tento Tábor jiný způsob obživy, neboť pohrdá Králem a jeho vládou, ale hlavně se nevzdává vlastní vytěžené rudy. Svoji vytěženou magickou rudu pečlivě skladuje v podzemní jámě, neboť podle důsledného bádání mágů vody se věří, že pokud by se odpálila dostatečně veliká hromada magické rudy, tak to by magickou bariéru poškodilo natolik, až by zanikla.
Novému táboru vládnou společně s mágy vody i Žoldáci vedení Leem, avšak zde nelze mluvit o naprosté podřízenosti, jako je tomu například v Bažinném táboře nebo ve Starém táboře, protože obyvatelé Nového tábora se označují za svobodné, a proto nad žádným jedincem není nikdo, kdo by mu mohl rozkazovat. Avšak skutečnost je jiná. Zdejší kopáči nazývaní jako rudaři musí pracovat v podobně nelidských podmínkách jako kopáči z Nového tábora, avšak s tím rozdílem, že zde nad nimi nikdo nedohlíží a jsou vlastně "volní". Dále zde jsou rolnící, kteří pracují na rýžových plantážích pod přísnou vládou Rýžového Lorda, avšak jsou zde šťastnější než rudaři, neboť práce na zdejších vodních terasách není tak náročná, jako tomu je v Dole. Dalším uskupením jsou bandité, kteří nemají žádné závazky a mezi jejich zdroj obživy patří přepadávání karavan a krádeže. Posledním a nejvlivnější skupinou v Novém táboře jsou žoldáci, kteří chrání rudaře ve Svobodném dole před důlními červy a někdy společně s bandity společně přepadávají konvoje. Žoldáci vznikli na popud mágů, kteří potřebovali vlastní ochranu po rozšíření bariéry, ale zejména si potřebovali vybudovat vlastní stráž v případě, že výbuch rudné haldy skutečně zničí bariéru a budou tak mít volnou cestu ven. Navíc pokud je žoldáci skutečně zavedou do bezpečí, tak je docela pravděpodobné, že se za ně mágové vody přimluví a bude jim tak udělena svoboda.

### Bažinný tábor
Bažinný tábor se nachází v JV části Údolí v rozlehlých bažinách mezi hustou spletí starých, gigantických stromů. Tábor se skládá ze dvou částí; části na blatech, což je ve skutečnosti volné seskupení dřevěných chatrčí a plátěných stanů, a bažinného chrámu. Mnohá obydlí se též nachází i na stromech, kde jsou chráněny před vodou a možným napadením zdejší zvěře. Tyto budovy mezi sebou tvoří rozsáhlou síť a je možné se zde pohybovat z místa na místo, aniž by člověk musel přecházet přes hatě a prkenné stezky. V korunách stromů se nachází cvičiště templářů a přebývá zde většina těchto válečníků včetně těch nejvyšších s titulem Cor. Na blatech žije téměř veškerá část obyvatelstva Tábora a jedná se o ekonomicky nejpodstatnější část Tábora. Druhá část je tvořena starým chrámem v bažinách, který je vytesán ve skále a před ním se nachází kamenné náměstí, kde se schází všichni příznivce Bratrstva Spáče. Chrám je sídlem Y'Beriona a celý tento komplex je nábožensky nejdůležitějším místem pro všechny příznivce Spáčova učení. Je zajímavé, že tento chrám je starší než všechny ostatní budovy v širokém okolí. Navíc tato stavba nenese známky skřetí kultury, čili tento komplex musel být postaven lidmi. Otázkou však zůstává, jaká kultura tento chrám vybudovala, kdy se tak stalo, proč právě v bažinách a koho vlastně uctívala (taktéž Spáče?).
Zdejší obyvatelé se živí sběrem tzv. drogy z bažin, což je ve skutečnosti bylina rostoucí pouze v bažinách, která je po následném zpracování vhodná pro kouření nebo k užívání z vodnice a každému, kdo ji zakusí, začne vytvářet mnohé halucinace a vidění. Zdejší lidé tuto drogu zpracovávají a prodávají ostatním táborům, za což si mohou obstarat zbytek potřebných surovin. Tento Tábor jako jediný ze všech staví svůj život v kolonii na uctívá boha, respektive Spáče. Toto náboženství, nazývané jako bratrstvo Spáče, je spíše podobné sektě. Nejvyššími představenými Tábora jsou Guru (kněží) a vysoce postavení členové s titulem Cor (váleční velitelé), přičemž nade všemi vládne muž jménem Y'Berion, tzv. Vyvolený, který jako jediný přímo komunikuje se Spáčem. V hierarchickém pořadí se pod Guru nachází novicové, kteří se starají o sběr a zpracování drogy z bažin, a pod nejvyššími válečnými představenými jsou zase templáři. Úkolem templářů je chránit Tábor před okolními nestvůrami, jakými  jsou například krvavé mouchy a močáloví žraloci, a taktéž jsou najímáni Starým táborem, který je potřebuje ve Starém dole, kde templáři chrání kopáče před všudypřítomnými důlními červy.

### Skřetí vesnice
Skřetí vesnice leží v jižní části Hornického údolí a obývají ji výhradně skřeti společně se svými šamany, kteří se modlí ke Krushakovi (Krushak je ve skutečnosti označení pro Spáče, tj. pro stejného boha, jako ve kterého věří bratrstvo Spáče v Bažinném táboře). Ve vesnici se nachází vstup do Spáčova chrámu.

### Spáčův chrám
Spáčův chrám leží pod skřetí vesnicí a je možné se do něho dostat až na konci hry. Ve chrámu je možné nalézt spoustu nemrtvých bestií, které byly vytvořeny Krushakem poté, co byla stavba Chrámu dokončena. Je zde možné narazit na pět nemrtvých skřetích šamanů, kteří Kruhaka vyvolali z jiné dimenze a obětovali mu svá srdce, z nichž nyní čerpá svoji moc.

## Příběh

### Prolog
Království Myrtana vede zoufalou válku se skřety. Jediná zbraň, kterou proti skřetům má, je magická ruda, jež je těžena na ostrově Khorinis. Aby se získalo více rudy, byli do dolů posílání zločinci včetně těch, co spáchali menší zločiny. Král Rhobar II. povolal nejmocnější mágy říše (6 z Kruhu Ohně, 6 z Kruhu Vody a jednoho, který usměrňoval a řídil jejich síly, tím byl Xardas), aby údolí, kde se nacházely doly, ohradili magickou bariérou, čímž znemožnili trestancům uprchnout. Něco však narušilo jejich magický rituál a bariéra se rozrostla více, nežli měla, a dokonce pohltila i samotné mágy. Trestanci potom zabili své stráže, již byli též lapeni bariérou. Někteří z nich pokračovali v práci pro krále, a pod vedením Gomeze založili Starý tábor. Vězeň jménem Lee založil Nový tábor a hledal možnost, jak prolomit bariéru s pomocí vodních mágů. Ostatní se připojili k Bažinnému táboru a modlili se k bohu, jehož nazývali Spáčem, aby je osvobodil. Jejich vůdcem se stal Y'Berion.

### Počátek
Hlavní hrdina je přiveden v poutech k okraji bariery a strážní ho chtějí hodit dolů, avšak nejprve mu nejvyšší mág Ohně Pyrokar (kterého hráči ve hře potkají až v Gothic II) předá zprávu, poté je vržen do bariéry a hra začíná.

### 1. kapitola: Vítejte v kolonii
Po úvodní animaci, ve které je hrdina svržen skrz bariéru do Kolonie, se jej ujme stín Diego a doporučí mu přidat se ke Starému táboru. Poté, co mu hrdina vysvětlí, že má předat dopis pro mágy ohně, mu Diego oznámí, že se k nim může dostat až poté, co se přidá k jednomu ze tří táborů. Má tedy na výběr mezi Starým táborem, Novým táborem nebo k bratrstvu Spáče. Jako člen jednoho z těchto táborů se dostane k mágům ohně a předává jim zprávu. Zpráva ale byla určena pro bývalého nejvyššího mága Kruhu Ohně Xardase, který se však zřekl kruhu ohně a rozhodl se vydat své schopnosti temné magii ve službách Beliara. Dopis byl předán, však očividně bez účinku. Hrdina se dozví o velkém plánu Bratrstva, které se pokusí spojit se se svým bohem Spáčem a hrdina jim bude muset pomoci získat silnější výměšek z důlních červů.

### 2. kapitola: Hnízdo důlních červů
Nyní se hrdina musí dostat do Starého dolu, protože právě zde žijí důlní červi. Dozví se, že v zavřené šachtě by mělo být jejich hlavní hnízdo. Poté, co přesvědčí osazenstvo dolu, aby šachtu otevřelo, se hrdina probije až na samý konec, kde zabíjí Královnu důlních červů a posbírá všechna její vajíčka, která obsahují onen výměšek, který Bratrstvo potřebuje. Poté se vrátí do Tábora v bažinách a tamnímu alchymistovi Cor Kalomovi předá vajíčka. Nyní je ještě třeba sehnat magické Ohnisko, které mágové použili při tvorbě Bariéry. Potřebují ho ke spojení svých sil, až se uskuteční velké vzývání Spáče. Poté, co hrdina přinese Ohnisko, musí přinést i Almanach, ve kterém je napsáno, jak se Ohnisko používá. Jeden novic z tábora byl vyslán, aby knihu přinesl, ale byl přepaden tlupou goblinů a hrdina musí knihu za každou cenu sehnat. Poté co ji sežene, má již Bratrstvo všechny potřebné věci a vzývání může započat.

### 3. kapitola: Artefakty pradávných sil
Při vzývání upadne představený Bratrstva Y'Berion do bezvědomí a samotné vzývání nepřineslo žádné odpovědi, spíše více otázek. Hrdina je tedy vyslán na skřetí hřbitov, aby pomohl Guru a templářům, kteří se tam vydali před ním. Když dorazí, templáři už jsou mrtví a jediný přeživší je Guru Baal Lukor. S ním projdete celý hřbitov, ale když Baal Lukor nic nenajde, zešílí z toho a napadne hrdinu. Hrdina ho zabije a vrátí se do Tábora v bažinách. Y'Berion je stále v bezvědomí a tak velitel templářů Cor Angar vyšle hrdinu pro léčivé rostliny. Ani to nepomůže a Y'Berion umírá. Cor Angar hrdinovi ale řekne, že Y'Berion na chvíli procitl a řekl pár slov. Spáč prý není dobrý bůh. Je to zlý arcidémon a další pokus o jeho vzývání by prý mohl dopadnout hůře. Taktéž poslední naděje upínal k mágům vody a jejich plánu útěku. Plán mágů Vody spočívá v odpálení rudné haldy, kterou si střádali dlouhá léta. Odpálení haldy má vytvořit velkou vlnu energie, která by měla Bariéru zničit. K tomu je ale zapotřebí všech pět ohnisek, která byla použita k vytvoření magické bariéry. Hrdina se tak znovu musí vydat na další dobrodružnou výpravu. Mágové vody ale sami na zničení haldy nestačí, neboť bariéru vytvořilo 12 mágů, a proto je třeba požádat o pomoc i mágy ohně, kteří žijí ve Starém táboře. Když však hlavní postava dorazí do Starého tábora, zjistí, že všichni mágové ohně jsou mrtví. Gomez je nechal zavraždit kvůli tomu, že vystoupili proti jeho plánu na invazi do Svobodného dolu, který patří Novému táboru. Popudem pro tento útek je náhlá nehoda ve starém dole, který byl zcela zatopen a Gomez potřeboval nový zdroj rudy, aby si udržel svou pozici a mohl nadále obchodovat s Králem. Když tohle hrdina sdělí Nejvyššímu mágovi vody Saturasovi, pošle hrdinu najít Xardase, aby ho požádal o pomoc při odpálení rudné haldy.

### 4. kapitola: Xardas
Xardas býval ohnivým mágem, pak ale vstoupil do služeb temného boha Beliara a odstěhoval se ze Starého tábora. Vyvolal hrozivé stvůry a ty mu postavily věž kdesi ve skřetí zemi. Hrdina se musí ke Xardasovi probojovat. U věže narazí na kamenného, ledového a ohnivého golema. Všechny zabije a vstoupí do věže. Zde je ohnivý démon, který s hrdinou promluví a vymění s ním srdce odebrané golemům za teleportační runu ke Xardasovi. Od Xardase se dozvídá, že odpálení rudné haldy není řešení a začne hrdinovi vyprávět část příběhu o Spáčovi. Pak hrdinu pošle za vyhoštěným skřetím šamanem Ur-Shakem, který se skrývá ve Staré citadele. Šamanovi zachrání život před skřetími bojovníky a šaman mu za odměnu odvypráví zbytek příběhu o Spáčovi a nazve hrdinu svým přítelem. Nyní se hrdina potřebuje dostat do Spáčova chrámu, který leží pod Skřetí vesnicí. Aby se vesnicí nemusel probojovat, potřebuje Ulu-Mulu posvátnou zbraň přátelství. Tu vyrobí Ur-Shakův přítel, který je otrokem ve Svobodném dole. Nejdříve ale hrdina musí důl osvobodit, protože ho obsadili Gomezovi lidé. Skřetovi přinese lék a on hrdinovi řekne, že k výrobě Ulu-Mulu potřebuje jisté ingredience a hrdina mu je musí sehnat. Poté zbraň vyrobí a hrdina se může vydat do Spáčova chrámu.

### 5. kapitola: Strážci portálu
S Ulu-Mulu nyní může hrdina nerušeně projít skřetí vesnici, kde naleznete teleportační svitek do Spáčova chrámu. V chrámu nalezne spoustu nemrtvých bestií, přes které se musí probojovat. Také tu na něj čekají nemrtví šamani, kteří kdysi vyvolali Krushaka (Spáče). Postupně zabije čtyři z nich. U jednoho z nich nalézá podivný meč. Posledního, pátého šamana ale zabít nedokážete. Proto se vrátí ke Xardasovi, který řekne víc o podivném meči. Meč se jmenuje Uriziel a jedná se o mocnou pradávnou zbraň. Ta však bohužel přišla o veškerou svou energii, takže je potřeba ji znovu nabít magickou mocí. Xardas si však dokáže poradit i s tímto problémem a tvrdí, že je schopen pro jeho obnovu vytvořit dostatečně mocné zaříkávadlo, avšak ještě je potřeba dostatečný zdroj magické energie. V Novém táboře se nachází velká rudná halda, která by mohla posloužit jako dostatečný zdroj pro znovu nabití tohoto pradávného artefaktu. Mezitím, než Xardas zhotoví zaklínadlo, se hrdina vydává do Xardasovy staré věže pro lepší vybavení a nalézá zde tam starobylou rudnou zbroj a také teleportační runu do Starého tábora (sem je možné se teleportovat, pobít všechny rudobarony (včetně Gomeze), stráže a stíny a vyrabovat hrad) Když Xardas zaklínadlo vyrobí, je zapotřebí ještě mága, který jej přečte. Mágové Vody to nejsou ochotni udělat, takže hrdinovi pomáhá mladý mág ohně Milten, který při vraždění mágů ohně ve Starém táboře nebyl přítomen. Obřad znovu nabití moci Urizielu proběhně úspěšně a z meče začíná doslova srčet magické energie. Naneštěstí hrdinu zpozorují mágové vody. Jeho čin je velice pobouří, neboť tímto aktem naprosto znehodnotili veškeroumagickou rudu, kterou za poslední roky vytěžili.

### 6. kapitola: Spáčovo hnízdo
S Urizielem je možné porazit posledního nemrtvého skřetího šamana. Když hrdina postoupí dále, setkává se s Xardasem, který ještě posledně vysvětluje pár věcí a poté omdlí, protože ho vysílí náročná teleportace do Spáčova chrámu. Nyní se již hrdina dostává do místnosti se Spáčem, Cor Kalomem (uprchl z Tábora z bažin, protože chtěl hledat vlastní cestu ke Spáčovi) a jeho zfanatizovanými novici. Hlavní hrdina Cor Kaloma a jeho skupinu oddaných zlikviduje a následně upře svoji pozornost na samotného Spáče. Toho může porazit jen tak, že probodne všech pět z vlastní vůle obětovaných srdcí skřetích šamanů, které se nacházejí ve sloupcích hned vedle Spáče. Poté, co je probodnuto poslední ze srdcí, se spouští animace, ve které Spáč zmizí do dimenze, ze které byl vyvolán. Tím také zároveň magická bariéra obklopující celé údolí upadne a trestanci tedy nacházejí tak dlouho očekávanou svobodu.